# Río Turá
El río Turá (también conocido como Dólgaya) (del ruso: Река Тура) es un largo río ruso de la Siberia Occidental, un afluente de la margen izquierda del río Tobol —afluente del río Irtish, que a su vez es afluente del Obi—. Tiene una longitud de 1097 km y drena una cuenca de 80 400 km². Administrativamente, el río discurre por los óblast de Sverdlovsk y Tiumén de la Federación Rusa. 

## Geografía

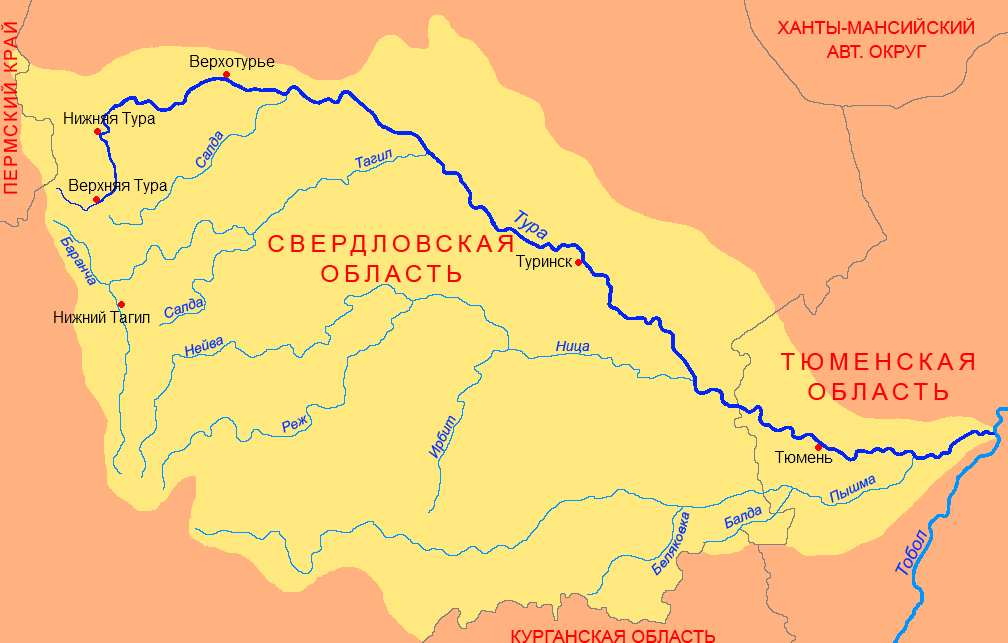
Mapa en ruso del río Turá en el que aparecen en su curso las siguientes ciudades: Vérjniaya Turá (Верхняя Тура), Nízhniaya Turá (Нижняя Тура), Verjoturie (Верхоту́рье), Turinsk (Туринск) y Tiumén (Тюме́нь)

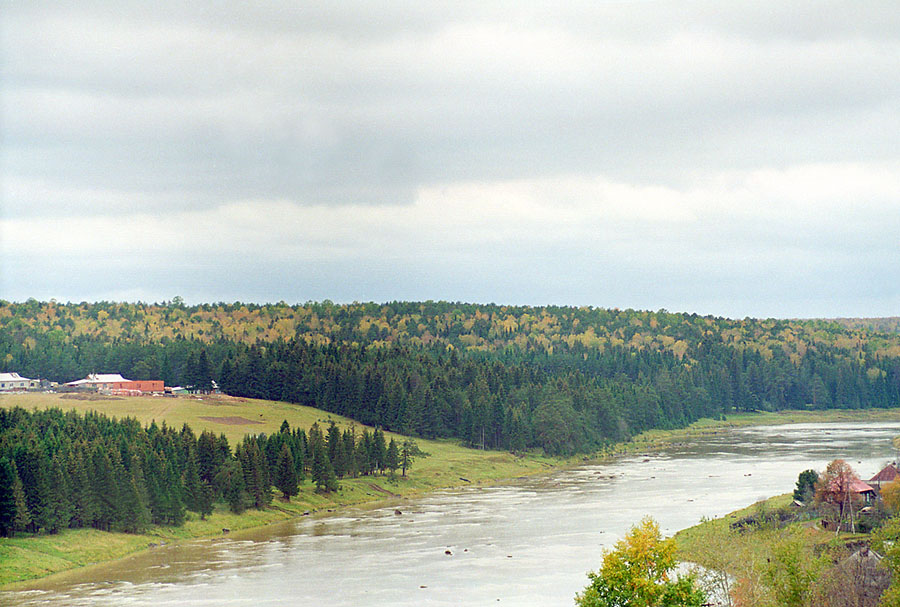
El río Turá cerca de Verjoturie

El río Turá tiene su fuente en el centro de los montes Urales, en el óblast de Sverdlovsk. Discurre en dirección este-sureste, a través de las tierras pantanosas de las llanuras del piedemonte de los Urales. Durante un largo trecho paralelo al curso de otro afluente del Tobol, el río Tavda y desemboca por la margen izquierda en el curso bajo del río Tobol, a unas decenas de kilómetros aguas abajo de Tiumén. 
Los principales afluentes provienen todos de la margen derecha, por una cierta asimetría de la cuenca, y son los ríos Salda (Салда) (182 km), Taguil (Тагил) (414 km), Nitsa (Ница) (262 km, aunque llega a los 556 km con una de sus fuentes, el río Neiva) y Pyshma (Пышма) (603 km).
El río baña algunas ciudades de cierta importancia, como Tiumén, una de las grandes ciudades siberianas (510.719 hab. en 2002), o Vérjniaia Turá (11.097 hab.), Nízhniaia Turá (24.247 hab.), Verjoturie (7.815 hab.) o Turinsk (19.313 hab.). 
Al igual que todos los ríos siberianos, sufre largos períodos de heladas (seis meses al año, desde finales de octubre-noviembre hasta finales de abril-principios de mayo) y amplias extensiones de suelo permanecen permanentemente congeladas en profundidad (permafrost). Al llegar la época del deshielo, inunda amplias zonas que convierte en terrenos pantanosos.
El río es navegable en un tramo de unos 750 km río arriba desde la boca. 
A lo largo del curso del río se han construido tres centrales hidroeléctricas, con la creación de tres pequeñas presas.

## Historia
En 1558, los Stróganov, una familia de comerciantes rusos, recibieron permiso del zar Iván el Terrible para explorar la abundante región a lo largo del río Kama, y en 1574 para las tierras a lo largo del río Turá y el río Tobol. Recibieron asimismo un permiso, bajo su propio riesgo, para construir fuertes y poblados a lo largo de los ríos Obi e Irtysh. En 1579, los Stróganov llegaron a un acuerdo temporal (1579-81) con el atamán Yermak Timoféyevich para que les brindase protección contra los ataques tártaros en la región, a cambio de alimentos y municiones entregados a los cosacos de Yermak. 
En Tura y en las cercanías del río Tavda, las tropas comandadas por Yermak se enfrentaron en dos ocasiones con las tropas de los tártaros siberianos y en ambas salieron vencedores en los años siguientes.